# Mnemosynean
Mnemosynean è la quarta raccolta del gruppo musicale svedese Katatonia, pubblicato il 1º ottobre 2021 dalla Peaceville Records.

## Descrizione
Distribuito in occasione dei trent'anni di carriera del gruppo, il disco contiene tutti i brani originariamente pubblicati come b-side o bonus track negli album compresi tra Discouraged Ones (1998) e The Fall of Hearts (2016), passando tra brani in studio e remix. Il libretto presenta inoltre una biografia curata dalla giornalista Eleanor Goodman appositamente per la raccolta e un esteso approfondimento dei singoli brani da parte del chitarrista Anders Nyström e del cantante Jonas Renkse.

## Tracce
CD 1
1. Vakaren – 4:50
2. Sistere – 4:12
3. Wide Awake in Quietus – 4:58
4. Night Comes Down – 4:12
5. Second – 3:35
6. The Act of Darkening – 5:52
7. Ashen – 4:08
8. Sold Heart – 4:35
9. Displaced – 5:17
10. Dissolving Bonds – 3:44
11. Unfurl – 4:51
12. Code Against the Code – 3:29

CD 2
1. Wait Outside – 3:40
2. Sulfur – 6:23
3. March – 3:54
4. O How I Enjoy the Light – 2:45
5. Help Me Disappear – 5:14
6. Fractured – 3:33
7. No Devotion – 4:49
8. Quiet World – 4:39
9. Scarlet Heavens – 10:28
10. In the White (Urban Dub) – 5:27
11. My Twin (Opium Dub) – 4:17
12. Soil's Song (Krister Linder 2012 Remix) – 4:43
13. Day and Then the Shade (Frank Default Remix) – 5:30
14. Idle Blood (Linje 14) – 3:23
15. Hypnone (Frank Default Hypnocadence Mix) – 4:42

## Classifiche
| Classifica (2021) | Posizione massima |
| ----------------- | ----------------- |
| Germania          | 94                |
| Svizzera          | 99                |